# بخش جکسون (شهرستان سنکا، اوهایو)
بخش جکسون (به انگلیسی: Jackson Township) یک منطقهٔ مسکونی در ایالات متحده آمریکا است که در شهرستان سنکا، اوهایو واقع شده‌است.
 بخش جکسون ۹۰٫۳ کیلومتر مربع مساحت و ۱٬۵۱۲ نفر جمعیت دارد و ۲۲۱ متر بالاتر از سطح دریا واقع شده‌است.